# Тарутинское сельское поселение
Тарутинское се́льское поселе́ние — муниципальное образование в Чесменском районе Челябинской области Российской Федерации. В рамках административно-территориального устройства муниципальное образование  соответствует административно-территориальной единице Тарутинский сельсовет.
Административный центр — село Тарутино.

## География
Тарутинское сельское поселение расположено в восточной части района. На севере Тарутинское сельское поселение граничит с Троицким районом, на северо-востоке с Цвиллингским сельским поселением, на западе с Новоукраинским сельским поселением, на юге и юго-востоке с Республикой Казахстан.
На территории поселения имеются болото (по другим сведениям озеро) Тарутинское, озёра Карамыс, Солёное и Горько-Солёное.

## История
Статус и границы сельского поселения установлены Законом Челябинской области от 12 ноября 2004 года № 289-ЗО «О статусе и границах Чесменского муниципального района и сельских поселений в его составе»  в границах Тарутинского сельсовета.

## Население
| 2002 | 2010  | 2011  | 2012  | 2013  | 2014  | 2015  |
| ---- | ----- | ----- | ----- | ----- | ----- | ----- |
| 1197 | ↘1051 | ↘1048 | ↘1034 | ↘1024 | ↘1000 | ↗1006 |
| 2016 | 2017  | 2018  | 2019  | 2020  | 2021  |       |
| ↘990 | ↘989  | ↘981  | ↘964  | ↘948  | ↗1023 |       |

## Состав сельского поселения
| № | Населённый пункт | Тип населённого пункта       | Население |
| - | ---------------- | ---------------------------- | --------- |
| 1 | Ковыльный        | посёлок                      | ↗49       |
| 2 | Луговой          | посёлок                      | ↘254      |
| 3 | Тарутино         | село, административный центр | ↘779      |

## Местное самоуправление
Совет депутатов
Избирается прямым тайным голосованием в составе 10 депутатов. 
Председатели Совета депутатов
- Кузьмина Ирина Николаевна.

Главы администрации
- с 2011 года Говорухина Раиса Васильевна

## Инфраструктура
Крупнейшее предприятие Тарутинского сельского поселения — сельскохозяйственный производственный кооператив «Тарутино».